# Franz Roh
Franz Roh (Apolda, 21 de febrero de 1890 - 30 de diciembre de 1965) fue un historiador, crítico de arte y fotógrafo alemán. 

## Infancia y juventud
Nació en Apolda, Turingia y realizó estudios universitarios en Leipzig, Berlín y Basilea, con el historiador de arte Ernst Heidrich, terminando su tesis en 1920 en Múnich que trataba sobre las pinturas holandesas del siglo XVII. También estuvo trabajando para radio Múnich y la revista Neue Zeitung lo que le permitió conocer a artistas como George Grosz, Kurt Schwitters, Willi Baumeister y Max Ernst.
A partir de 1915 residió en Múnich, siendo alumno de Heinrich Wölfflin, del que fue ayudante durante varios años.
Su primera exposición fotográfica la realizó en 1920 y estaba formada por una serie de fotomontajes. Aunque Roh fue más conocido en la historia de la fotografía por su ensayo Foto Auge que escribió tras asistir a la exposición Film und Foto realizada en 1929.

## Historiador y crítico de arte
En 1925 publicó su libro Nach Expressionismus: Magischer Realismus: Probleme der neusten europäischen Malerei (Postexpresionismo: los problemas de la nueva pintura europea) que tuvo bastante repercusión en los ambientes artísticos al inventar el término del realismo mágico. Este concepto de Roh se considera una importante contribución a una teoría fenomenológica o existencial de la estética. Esta relación se acentúa por el hecho de que fue el fenomenólogo español José Ortega y Gasset quien tradujo el ensayo de Roh al español, estableciendo así las bases para su apropiación por parte del movimiento literario.
Durante el régimen nazi fue detenido y aislado y durante su cautiverio escribió Das Verkannte Künstler: Geschichte und Theorie des kulturellen Mißverstehens (El genio desconocido: historia y teoría de la cultura incomprendida).
En 1946 se casó con la historiadora de arte Juliane Bartsch. En 1952 fundó Artothek en Berlín, lo que permitió recopilar el trabajo de artistas alemanes y en 1958 publicó una historia del arte en Alemania. Murió en Múnich en 1965.